# Alchemilla lunaria
Alchemilla lunaria es una especie de planta del género Alchemilla, perteneciente a la familia Rosaceae.

## Taxonomía
Alchemilla lunaria fue descrita por S. E. Fröhner en 1997.

## Distribución
Se encuentra en el territorio de España hasta Bulgaria.